# 飛鳥井雅綱
飛鳥井 雅綱（あすかい まさつな）は、戦国時代の公卿。飛鳥井雅俊の子。官位は従一位・権大納言。飛鳥井家10代当主。

## 経歴
明応4年（1495年）、7歳で叙爵し、大永4年（1524年）2月に従三位となった。天文7年（1538年）に権大納言に任じられ、武家伝奏も務めた。
和歌・蹴鞠の宗家で、大永5年（1525年）に伊勢伊豆千代丸（後の北条氏康）に蹴鞠作法を伝授し、天文2年（1533年）7月、織田信秀に請われて尾張国へ蹴鞠の伝授に出かけ、勝幡城、清州城で蹴鞠会を開催し、多くを門弟にした（『言継卿記』）。天文18年（1549年）に再び北条氏康を訪問して息子の西堂丸（後の氏親）・松千代丸（後の氏政）に蹴鞠作法を伝授している。
永禄5年（1562年）に従一位に叙せられ、翌永禄6年（1563年）8月21日に出家した。

## 系譜
- 父：飛鳥井雅俊
- 母：八幡検校生清法印の娘
  - 弟：行雅 - 浄名坊、阿闍梨
- 妻：丹波親康娘
  - 男子：飛鳥井雅春
- 生母不明の子女
  - 男子：覚澄 - 安居院僧正、子に西洞院時慶
  - 男子：喜雲
  - 男子：某 - 最勝院
  - 男子：尭慧 - 真宗高田派高田専修寺12世。将軍足利義晴の猶子。朽木元綱正室は娘。
  - 男子：宗禎 - 伊豆国修善寺住持、二卜と号す
  - 男子：遠山
  - 男子：某 - 報恩院、水本と号す
  - 男子：雅厳 - 僧正、松橋
  - 男子：重茂
  - 女子：経範（仏光寺）の室
  - 女子：朽木晴綱正室 （朽木元綱母）
  - 女子：目々典侍 - 正親町天皇典侍
  - 女子：